# Bolanusoides bir
Bolanusoides bir är en insektsart som beskrevs av Irena Dworakowska 1993. Bolanusoides bir ingår i släktet Bolanusoides och familjen dvärgstritar. Inga underarter finns listade i Catalogue of Life.